# قطب‌نمای طلایی (فیلم)
قطب‌نمای طلایی (به انگلیسی The Golden Compass) عنوان فیلمی فانتزی برگرفته از رمان پرفروش سپیده شمالی نوشته فیلیپ پولمن که توسط کریس ویتز ساخته و در سال ۲۰۰۷ منتشر گردید. مدت زمان این فیلم صد و سیزده دقیقه است.

## بازیگران
- نیکول کیدمن
- دنیل کریگ
- داکوتا بلو ریچاردز
- کتی بیتس
- سام الیوت
- اوا گرین
- ایان مک‌کلن
- ایان مک‌شین
- فردی هایمور
- جیم کارتر
- کلر هیگینز
- چارلی رو
- کریستوفر لی
- تام کورتنی
- درک جاکوبی
- سایمن مک‌برنی
- مگدا زوبانسکی
- ادوارد د سوزا
- جک شپرد
- جان فرانکلین-رابینز

## بودجه، فروش
برای ساخت فیلم قطب‌نمای طلایی صد و هشتاد میلیون دلار هزینه شد. این فیلم در گیشه بیش از سیصد و هفتاد و دو میلیون دلار فروش کرد.